# Лубенец, Владислав Диомидович
Владислав Диомидович Лубенец (17 сентября 1916, Ярославль — 20 октября 1993, Москва) — учёный и спортсмен.

## Профессиональная деятельность
Доктор технических наук, профессор. Окончил Московский механико-машиностроительный институт им. Н. Э. Баумана в 1941 году. Долгие годы преподавал в этом вузе (с 1943 года — Московское высшее техническое училище им. Н. Э. Баумана). Профессор кафедры «Холодильные и компрессорные машины». С 1961 по 1987 — заведующий кафедрой «Вакуумная и компрессорная техника». Руководил научными исследованиями в области космоса («вакуумные машины»), подготовил несколько советских и российских космонавтов.

## Награды
Награждён орденами Отечественной войны II степени(1985) и «Знак Почёта», медалями в том числе медалью «За отвагу» (приказом ВС Закавказского фронта №: 54/н от: 20.03.1943 старший лейтенант Лубенец награжден за штурм восточной вершины Эльбруса и установку там государственного флага СССР.)

## Спорт
Мастер спорта по альпинизму (1943). Заслуженный тренер РСФСР (1964). Создал и подготовил команду альпинистов спортклуба МВТУ для совершения рекордных восхождений. Под его руководством проведены траверсы Шхельды (1949) и Дыхтау—Коштантау (1951).

## Восхождение на Эльбрус
17 февраля 1943 года вместе с отрядом альпинистов совершил историческое восхождение на Эльбрус и сбросил фашистские флаги, поставленные ранее отрядом немецких егерей, и установил Красное знамя. Об этом восхождении в советское время был снят документальный фильм и написана известная песня Юрия Визбора. Интервью с участниками восхождения было снято в квартире Лубенцов на Краснохолмской набережной — местом ежегодных встреч участников восхождения.

## Семья
Супруга: Александра Пантелеймоновна Лубенец (Ковалева) (23 апреля 1917 — 27 ноября 2010), к. т. н., преподаватель МВТУ им. Баумана. Двое детей (сын Владислав, к.т.н., доцент и приемная дочь Галина, к.т.н., доцент), трое внуков (Михаил, Алексей и Александр). Потомки учёного проживают в Москве, в Стокгольме и в Люксембурге. 
Похоронен с супругой на Донском кладбище.